# Liste von Territorialstreitigkeiten

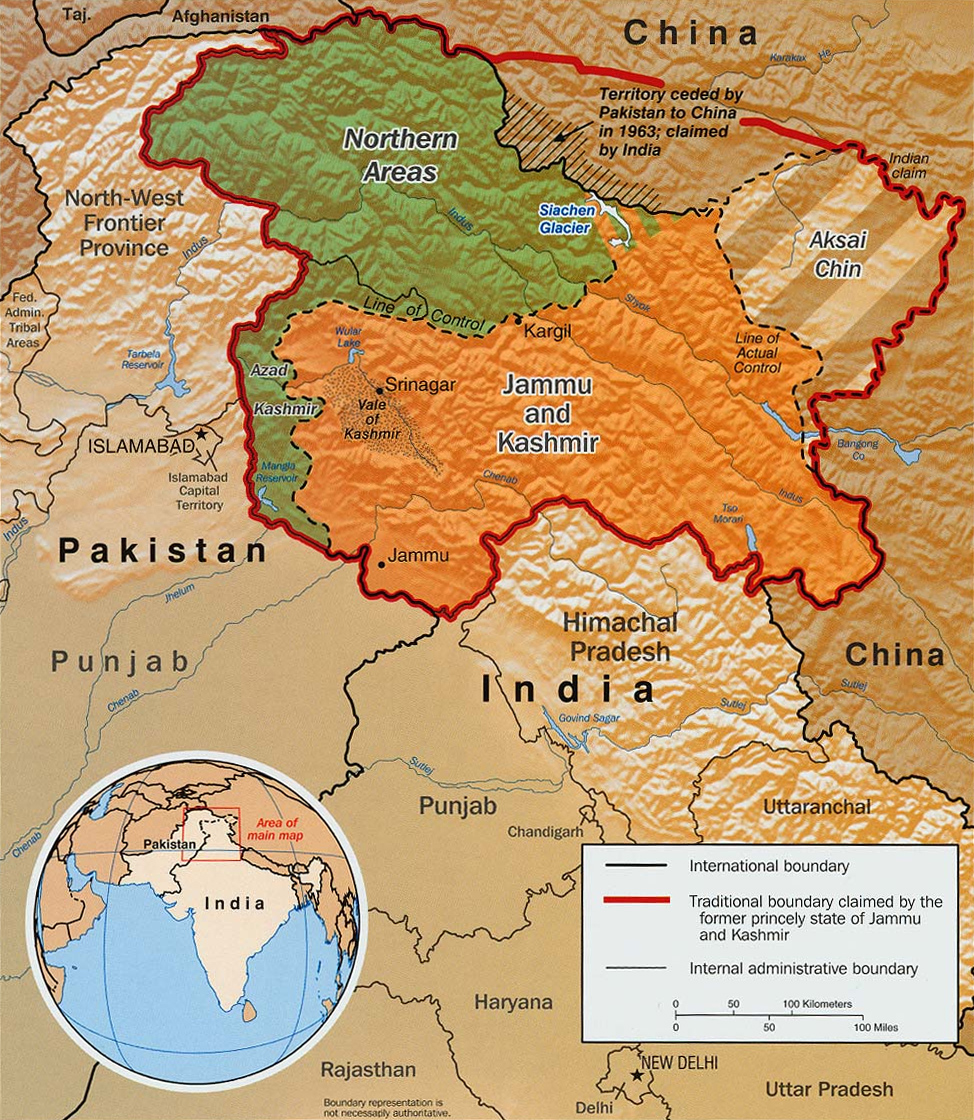
Ein alter Gebietsdisput: Kaschmir

Dies ist eine Liste von bis heute andauernden Territorialstreitigkeiten, also sich entgegenstehender Gebietsansprüche zwischen Staaten oder anderen Gebieten.
Anmerkung zur Liste:
Fettdruck bedeutet die vollständige Herrschaft, kursiv gesetzt partielle Herrschaft.

## Streitigkeiten zwischen Staaten, die sich gegenseitig anerkennen

### Afrika
- Abyei: Sudan und Südsudan
- Bakassi-Halbinsel: Kamerun und Nigeria, seit 1990er, Grenzkrieg, bislang > 46 Tote und 1700 Vertriebene; 2002 Urteil des Internationalen Gerichtshofes, 12. Juni 2006 Greentree-Vertrag[1]

Die Insel Europa

- Bassas da India, die Insel Europa und die Insel Juan de Nova (gehören jeweils zu den Îles Éparses) in der Straße von Mosambik: Frankreich und Madagaskar
- Provinz Cabinda: Angola und Republik Kongo
- Chirac pastures: Marokko und Algerien
- Ceuta: Spanien und Marokko
- Îles Éparses de l’océan Indien: Frankreich und Komoren, Mauritius, Madagaskar
- Îles Glorieuses: Frankreich, Madagaskar und Seychellen
- Jau (Süd-Kordofan): Südsudan und Sudan
- Hala’ib-Dreieck, Bir Tawil: Ägypten und Sudan
- Ilemi-Dreieck: Kenia, Äthiopien und Südsudan
- Malawisee (früherer Name: Nyassasee): Malawi und Tansania
- KaNgwane Swazi-Homeland: Südafrika und Eswatini
- Elektrizitätswerk Kariba und die Insel Sindabezi: Sambia und Simbabwe
- Lunchinda-Pweto: Sambia und Demokratische Republik Kongo
- Mayotte: Frankreich und Komoren
- Mbane Island: Gabun und Äquatorialguinea
- Melilla: Spanien und Marokko
- Migingo: Kenia und Uganda
- Nordwest-Niger: Niger und Libyen (25.000 km²)
- Peñón de Vélez de la Gomera: Spanien und Marokko
- Isla del Perejil: Spanien und Marokko
- Ras Doumeira: Eritrea und Dschibuti seit 1993 (Eritreisch-dschibutischer Grenzkonflikt)
- Ogaden: Äthiopien und Somalia
- Sokotra: Jemen und Somalia
- Tromelin: Frankreich, Mauritius und Madagaskar
- See Rukwanzi: Demokratische Republik Kongo und Uganda
- Fluss Wadi Draa: Marokko und Algerien
- Seegrenze zwischen Kenia und Somalia

### Amerika
- Falklandinseln (Malvinas): Argentinien und Vereinigtes Königreich seit 1833 (heute Hoheitsgebiet ohne Selbstregierung)
- Südgeorgien und die Südlichen Sandwichinseln: Argentinien[2] und Vereinigtes Königreich
- Isla Brasilera: Argentinien, Brasilien und Uruguay
- Südpatagonischer Eisfeldstreit: Argentinien und Chile
- Streit um das Dreiländereck Chile-Peru: Chile und Peru
- Inseln San Andrés und Providencia: Kolumbien und Nicaragua
- Südliche Hälfte von Belize: Belize und Guatemala
- Sapodilla Cays: Belize, Guatemala (hatte historisch Ansprüche auf Gesamt-Belize erhoben) und Honduras
- Insel Conejo: El Salvador und Honduras
- Insel Corocoro: Guyana und Venezuela
- Bajo Nuevo Bank (auch Petrel Islands genannt): Honduras, Jamaika, Kolumbien und Vereinigte Staaten
- San Andrés und Providencia: Honduras, Kolumbien und Nicaragua
- Rio San Juan zwischen Costa Rica und Nicaragua
- Los Monjes Inseln: Kolumbien und Venezuela (eingestuft als latenter Konflikt; seit 1871)
- Isla Aves (Bird Island): Dominica und Venezuela
- Guyana westlich des Essequibo (Guayana Esequiba): Guyana und Venezuela
- Guyana östlich des Courantyne: Guyana und Suriname
- Französisch-Guyana westlich des Marouini: Frankreich und Suriname
- Navassa Island: Haiti und Vereinigte Staaten
- Guantanamo Bay Naval Base: Kuba und Vereinigte Staaten (Pachtgebiet)
- Gebietsansprüche zwischen Kanada und den Vereinigten Staaten
  - Beaufortsee (Alaska / Yukon)
  - Dixon Entrance (Alaska / British Columbia)
  - Machias Seal Island (Maine / New Brunswick)
  - North Rock (Maine / New Brunswick)
  - Strait of Juan de Fuca (Washington / British Columbia)
  - Nordwestpassage: Die Vereinigten Staaten propagieren die Gewässer als international.
- Isla Suárez: Brasilien und Bolivien

### Asien und Ozeanien

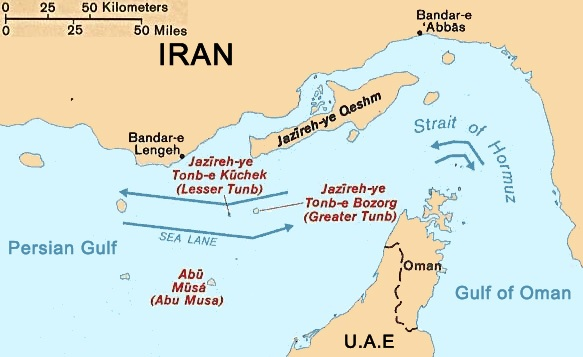
Die Insel Abu Musa und die Tunb-Inseln in der Straße von Hormus

- Inseln Abu Musa und die Tunb-Inseln in der Straße von Hormus: Iran und Vereinigte Arabische Emirate
- Aksai Chin: Volksrepublik China und Indien
- Große Teile von Arunachal Pradesh: Indien und Volksrepublik China
- Bagys und Türkistan: Usbekistan und Kasachstan
- Berg Baitou: Volksrepublik China, Nordkorea
- Bangi Daar: Pakistan und Afghanistan
- Insel Banaba: Kiribati und Fidschi
- Nordbhutan: Bhutan und Volksrepublik China
- Bougainville: Papua-Neuguinea und Salomonen
- Inselgruppe Chabomai: Russland und Japan
- Chagos-Archipel: Großbritannien und Mauritius
- Chigua Jiao (Südchinesisches Meer): Volksrepublik China und Philippinen, Brunei, Vietnam, Republik China (Taiwan)
- Chittagong Hill Tracts: Bangladesch und Indien
- Doi Lang: Myanmar und Thailand
- Dongsha-Inseln (Südchinesisches Meer): Republik China (Taiwan) und Volksrepublik China
- Durand-Linie: Pakistan und Afghanistan
- Fatu Sinai: Indonesien und Osttimor seit 2002
- Golanhöhen: Israel und Syrien
- Huangyan Dao: Volksrepublik China, die Philippinen und die Republik China (Taiwan)
- Isfara, Provinz Sughd: Kirgisistan und Tadschikistan
- früherer Fürstenstaat Junagadh: Indien und Pakistan
- Region Kalapani am Fluss Kali, Teile der Region Susta und das Gebiet Antudanda: Indien und Nepal
- Kaschmir: Indien (Unionsterritorien Jammu und Kashmir und Ladakh) und Pakistan (siehe Kaschmir-Konflikt)
- Untere Kurilen: Russland und Japan seit 1991
- Liancourt-Felsen: Südkorea, Nordkorea und Japan (Nordkorea wird von Japan nicht anerkannt)
- Limbang-Tal: Brunei und Malaysia
- Matthew- und Hunterinseln: Vanuatu und Neukaledonien (Frankreich)
- Minerva-Riffe: Tonga und Fidschi sowie 1972 Republik Minerva
- Naktuka (Citrana-Dreieck): Osttimor und Indonesien seit 2002
- Nordborneo-Disput: Philippinen und Malaysia
- Okinotorishima: Volksrepublik China und Japan
- Paracel-Inseln: Volksrepublik China, Republik China (Taiwan) und Vietnam
- Pichvni: Georgien und Russland
- Prachinburi: Thailand und Kambodscha
- Tempel Prasat Preah Vihear: Kambodscha (Provinz Preah Vihear) und Thailand (Amphoe Kantharalak) (→ Grenzkonflikt um Prasat Preah Vihear)
- Qarah und Umm Al Maradim: Kuwait und Saudi-Arabien
- Sakishima-Inseln: Japan, Volksrepublik China und Republik China (Taiwan)
- Sarwan: Tadschikistan und Usbekistan
- Schebaa-Farmen: Israel und Libanon, außerdem Syrien (laut syrischer und libanesischer Auffassung gehört das Gebiet zum Libanon, die UN rechnet es jedoch zu Syrien)
- Senkaku-Inseln: Japan, Volksrepublik China und Republik China (Taiwan)
- Sir Creek: Indien und Pakistan
- Socotra-Fels: Südkorea, Nordkorea, Republik China (Taiwan), Volksrepublik China (Nord- und Südkorea erkennen sich gegenseitig nicht an)
- Arzwaschen, Kərki, Yuxarı Əskipara, Barxudarlı, und Sofulu: Armenien und Aserbaidschan
- Spratly-Inseln: Volksrepublik China, Republik China (Taiwan), Vietnam, Philippinen (partiell), Malaysia (partiell) und Brunei (partiell)
- Südliche Orkneyinseln: Vereinigtes Königreich, Argentinien
- Insel Olosega (ehem. Swains Island; Samoa): USA und Tokelau
- Taiwan (Insel) und zugehörige Inseln (Taiwan-Konflikt): Volksrepublik China und die Republik China (Taiwan)
- Tannu Uriankhai: Russland und die Mongolei
- Halbinsel Wosroschdenije (Aralsee): Kasachstan und Usbekistan
- Wake: Vereinigte Staaten und Marshallinseln
- Westjordanland (und bis 2005 auch Gazastreifen): Israel und Palästinensische Autonomiebehörde
  - Ostjerusalem: Israel, die UN und die Palästinensische Autonomiebehörde
- Zhongsha-Inseln: Volksrepublik China, Republik China (Taiwan) und Vietnam

Siehe auch:
- Territorialkonflikte im Chinesischen Meer
  - Territorialkonflikte im Südchinesischen Meer
  - Territorialkonflikte im Ostchinesischen Meer
- Gebietsansprüche im Persischen Golf

### Europa
- Festlandgrenze zwischen Slowenien und Kroatien (→ Internationale Konflikte der Nachfolgestaaten Jugoslawiens)
- Meeresgrenze zwischen Slowenien und Kroatien: Bucht von Piran (→ Internationale Konflikte der Nachfolgestaaten Jugoslawiens)
- Grenze zwischen Kroatien und Serbien an der Donau (→ Internationale Konflikte der Nachfolgestaaten Jugoslawiens)
- Bodensee: Schweiz (gesamte Fläche aufgeteilt nach Mittellinie) und Deutschland / Österreich (offene Seefläche außerhalb Uferzone als gemeinsames Gebiet aller Uferanrainerstaaten)
- Gibraltar: Vereinigtes Königreich 1 und Spanien
- Imia: Griechenland und Türkei (→ Territorialkonflikte zwischen Griechenland und der Türkei)
- Ukraine: Krim einschließlich Sewastopol: Russland und Ukraine
- Seit 30. September 2022 von Russland beanspruchte Gebiete: Ukraine und Russland
- Mont Blanc: Frankreich und Italien (verläuft die Grenze südlich des Gipfels oder genau über diesen) → Grenzverlauf auf dem Mont Blanc
- Olivenza: Spanien und Portugal
- Rockall: Vereinigtes Königreich, Island, Irland und Dänemark
- Seegrenze zwischen Deutschland und den Niederlanden (→ Deutsch-Niederländische Grenzfrage)
- Seegrenze zwischen Deutschland und Dänemark (Nordsee: nördlich Sylt, Ostsee: Ausgang Flensburger Förde)[3]

- Meeresgrenze zwischen Rumänien und Bulgarien, Streit um 17 km² des Schwarzen Meeres, wo Erdgasvorkommen vermutet werden
- Abgeschnittene Gebiete von Albanien auf dem Berliner Kongress (1878) und der Londoner Botschafterkonferenz (1912)

## Streitigkeiten innerhalb von Staaten und mit subnationalen Entitäten
- Black Hills: Regierung der Vereinigten Staaten von Amerika und Lakota-Indianer
- Ceará und Piauí (Brasilien)
- Südliches Gebiet von Labrador (Kanada): Québec und Neufundland und Labrador
- Irakisch-Kurdistan und Irak (siehe Umstrittene Gebiete des Nordiraks)
- Niederelbe (und Deutsche Bucht): Schleswig-Holstein und Niedersachsen
- Bad Wimpfen: Baden-Württemberg und Hessen

## Streitigkeiten zwischen politischen Einheiten mit Staatsanspruch, die sich nicht gegenseitig anerkennen
- Abchasien: Abchasien und Georgien
- Nordzypern: Türkische Republik Nordzypern und Republik Zypern
- Korea: Nordkorea und Südkorea
- Kosovo: Kosovo und Serbien
- Kurdistan / Südostanatolien: Kurdistan und Türkei
- Nordkosovo: Gemeinschaft der Gemeinden der Autonomen Provinz Kosovo und Metochien und Kosovo
- Puntland: Puntland und Somalia → Grenzstreit zwischen Somaliland und Puntland
- Rojava: Autonome Verwaltung von Nord- und Ostsyrien und Syrien seit 2013
- Sanaag, Sool und Togdheer: Puntland, Somaliland und Maakhir
- Somaliland: Somaliland und Somalia
- Nord- und Ost-Sri Lanka: Tamil Eelam und Sri Lanka
- Südossetien: Südossetien und Georgien
- Taiwan, Kinmen, Matsu-Inseln, Penghu-Inseln, Dongsha-Inseln: Republik China (Taiwan) und Volksrepublik China
- Transnistrien: Transnistrien und Moldau
- Westsahara: Saharawi und Marokko
- Westneuguinea: Republik Westpapua und Indonesien

## Antarktis
- Argentinisches Antarktisterritorium, Chilenisches Antarktisterritorium, Britisches Antarktis-Territorium: Argentinien, Chile und Vereinigtes Königreich

Der Antarktis-Vertrag vom 1. Dezember 1959 mit Inkrafttreten am 23. Juni 1961 bildet den Rahmen für die Verwaltung der Antarktis durch Abkommen und Konferenzen. Es friert alle territorialen Ansprüche der Länder auf antarktische Gebiete ein, solange der Vertrag gültig und das Land Vertragspartner ist (jedes Land kann jederzeit austreten).